# Nervenbiopsie
Bei der Nervenbiopsie wird zur Diagnostik noch unklarer Nervenerkrankungen eine Probe aus einem Nerv, meist des Nervus suralis, entnommen, um diese weiter untersuchen zu können. Vorgeschaltet sind nichtinvasive Klinische Untersuchung, Anamnese, Labordiagnostik, Elektroneurografie und Elektromyografie. Hauptindikationen sind Polyneuropathien, unklare (hereditäre) Neuropathien, und Erkrankung des Interstitium von Nerven wie Vaskulitis und Amyloidose.
Durch eine kombinierte Muskel-Nerven-Biopsie wird ein Vergleich zwischen motorischem und sensorischem System möglich, auch kann eine systemische entzündliche Erkrankung besser erfasst werden.
Bei einigen hereditären Neuropathien, wie dem Morbus Charcot-Marie-Tooth (HMSN I) oder der Hereditäre Neuropathie mit Neigung zu Drucklähmungen kann eine molekulargenetische Diagnostik aus dem Blutserum erfolgen, so dass eine Nervenbiopsie nicht mehr erforderlich ist.